# West Indies Cricket Team in Indien in der Saison 2019/20
Die Tour des West Indies Cricket Teams in Indien in der Saison 2019/20 fand vom 6. bis zum 22. Dezember 2019 statt. Die internationale Cricket-Tour ist Bestandteil der Internationalen Cricket-Saison 2019/20 und umfasst drei One-Day Internationals und drei Twenty20s. Indien gewann sowohl die Twenty20-Serie, als auch die ODI-Serie 2–1.

## Vorgeschichte
Indien spielte zuvor eine Tour gegen Bangladesch, die West Indies eine Tour gegen Afghanistan in Indien. Das letzte Aufeinandertreffen der beiden Mannschaften bei einer Tour fand in der Saison 2019 in den West Indies statt.

## Stadion
Das folgende Stadion wurde für die Tour als Austragungsort festgelegt.
| Stadion                                    | Stadt              | Kapazität | Spiele |
| ------------------------------------------ | ------------------ | --------- | ------ |
| M. A. Chidambaram Stadium                  | Chennai            | 46.000    | 1. ODI |
| Barabati Stadium                           | Cuttack            | 45.000    | 3. ODI |
| Rajiv Gandhi International Cricket Stadium | Hyderabad          | 55.000    | 3. T20 |
| Wankhede Stadium                           | Mumbai             | 33.000    | 1. T20 |
| Greenfield International Stadium           | Thiruvananthapuram | 50.000    | 2. T20 |
| ACA-VDCA Cricket Stadium                   | Visakhapatnam      | 30.000    | 2. ODI |

## Kaderlisten
| ODI | ODI | Twenty20 | Twenty20 |
| Indien | West Indies | Indien | West Indies |
| --- | --- | --- | --- |
| - Virat Kohli (K) - Mayank Agarwal - Yuzvendra Chahal - Deepak Chahar - Shikhar Dhawan - Shivam Dube - Shreyas Iyer - Ravindra Jadeja - Kedar Jadhav - Bhuvneshwar Kumar - Manish Pandey - Rishabh Pant (wk) - KL Rahul - Navdeep Saini - Mohammed Shami - Rohit Sharma - Shardul Thakur - Kuldeep Yadav | - Kieron Pollard (K) - Sunil Ambris - Roston Chase - Sheldon Cottrell - Shimron Hetmyer - Jason Holder - Shai Hope - Alzarri Joseph - Brandon King - Evin Lewis - Keemo Paul - Khary Pierre - Nicholas Pooran - Romario Shepherd - Hayden Walsh Jr. | - Virat Kohli (K) - Yuzvendra Chahal - Deepak Chahar - Shikhar Dhawan - Shivam Dube - Shreyas Iyer - Ravindra Jadeja - Bhuvneshwar Kumar - Manish Pandey - Rishabh Pant (wk) - KL Rahul - Sanju Samson - Mohammed Shami - Rohit Sharma - Washington Sundar - Kuldeep Yadav | - Kieron Pollard (K) - Fabian Allen - Sheldon Cottrell - Shimron Hetmyer - Jason Holder - Brandon King - Evin Lewis - Keemo Paul - Khary Pierre - Nicholas Pooran - Denesh Ramdin - Sherfane Rutherford - Lendl Simmons - Hayden Walsh Jr. - Kesrick Williams |

## Twenty20 Internationals

### Erstes Twenty20 in Mumbai
| 6. Dezember Scorecard | Mumbai | West Indies 207-5 (20)       | – | Indien 209-4 (18.4) |
|                       |        | Indien gewinnt mit 6 Wickets |   |                     |

### Zweites Twenty20 in Thiruvananthapuram
| 8. Dezember Scorecard | Thiruvananthapuram | Indien 170-7 (20)                 | – | West Indies 173-2 (18.3) |
|                       |                    | West Indies gewinnt mit 8 Wickets |   |                          |

### Drittes Twenty20 in Hyderabad
| 11. Dezember Scorecard | Hyderabad | Indien 240-3 (20)          | – | West Indies 173-8 (20) |
|                        |           | Indien gewinnt mit 67 Runs |   |                        |

## One-Day Internationals

### Erstes ODI in Chennai
| 15. Dezember Scorecard | Chennai | Indien 287-8 (50)                 | – | West Indies 291-2 (47.5) |
|                        |         | West Indies gewinnt mit 8 Wickets |   |                          |

### Zweites ODI in Visakhapatnam
| 18. Dezember Scorecard | Visakhapatnam | Indien 387-5 (50)           | – | West Indies 280 (43.3) |
|                        |               | Indien gewinnt mit 107 Runs |   |                        |

### Drittes ODI in Cuttack
| 22. Dezember Scorecard | Cuttack | West Indies 315-5 (50)       | – | Indien 316-6 (48.4) |
|                        |         | Indien gewinnt mit 4 Wickets |   |                     |